# Municipio de Solebury
El municipio de Solebury (en inglés: Solebury Township) es un municipio ubicado en el condado de Bucks en el estado estadounidense de Pensilvania. En el año 2000 tenía una población de 7.743 habitantes y una densidad poblacional de 112.2 personas por km².

## Geografía
El municipio de Solebury se encuentra ubicado en las coordenadas 40°23′00″N 74°59′49″O / 40.38333, -74.99694.

## Demografía
Según la Oficina del Censo en 2000 los ingresos medios por hogar en la localidad eran de $89,005 y los ingresos medios por familia eran $103,566. Los hombres tenían unos ingresos medios de $71,176 frente a los $42,361 para las mujeres. La renta per cápita para la localidad era de $52,985. Alrededor del 3,1% de la población estaban por debajo del umbral de pobreza.